# محول (تعلم الآلة)
المُحوِّلات أو الشبكات العصبية غير الترتيبية[بحاجة لمصدر] طريقة للتعلم الآلي تستعمل في مجال معالجة اللغة بالحاسوب. مثل الشبكات العصبية المعادة، تستعمل لمعالجة المعطيات المتسلسلة مثل اللغات والترجمة والتلخيص. لكنها خلافا لها لا تستلزم ذلك الترتيب. فمثلا إذا كانت المعطيات جملة مفيدة، لا يلزم أن تعالج بداية الجملة قبل نهايتها.